# Кураляни
Кураляни (словац. Kuraľany) — село, громада округу Левіце, Нітранський край. Кадастрова площа громади — 10.69 км².
Населення 492 особи (станом на 31 грудня 2018 року).

## Історія
Кураляни згадуються 1223 року.

## Населення
| Рік:            | 1994. | 2004.   | 2014.    | 2024.    |
| --------------- | ----- | ------- | -------- | -------- |
| Кількість осіб: | 636   | 578     | 516      | 449      |
| Різниця:        |       | -9,11 % | -10,72 % | -12,98 % |

| Рік:            | 2023. | 2024.   |
| --------------- | ----- | ------- |
| Кількість осіб: | 454   | 449     |
| Різниця:        |       | -1,10 % |